# Åke Lassas
Åke Lassas, född  21 augusti 1924, död 16 april 2009, var en svensk ishockeyspelare och spelade större delen av sin aktiva karriär i Leksands IF.
Åke Lassas var den förste att tilldelas guldpucken 1956, till säsongens främste spelare i högsta divisionen i ishockey och Sveriges landslag. 
Åke Lassas spelade 94 landskamper för Sverige, blev stor grabb nummer 41 och Leksands IF:s förste landslagsman. Han erövrade brons i Olympiska vinterspelen 1952.
Åke Lassas tröjnummer 2 är hissat i Tegera Arenas tak, samt evigt pensionerat, vilket innebär att hans nummer aldrig mer kommer att bäras av någon Leksandsspelare. En trästaty av honom står även i ett glasskåp på Arenatorget utanför arenan.